# Łozowoje
Łozowoje – miejscowość w rejonie gwardiejskim obwodu królewieckiego Federacji Rosyjskiej.
Nazwa ros. Лозовое – Losovoe, Losowoje. Do 1938 nazwa niem. Cremitten, następnie do 1946 Kremitten. Nazwa polska: Kremity. Wieś położona na wysokim północnym brzegu Pregoły, 19 km na zachód od Znamienska, w dawnym powiecie welawskim. W średniowieczu zaliczano ją do terenu Sambii, później do Natangii.
W okolicy odkryto liczne stanowiska archeologiczne, świadczące o wczesnym osadnictwie. Pierwszy zamek krzyżacki, zapewne drewniany, leżał w miejscowości Langendorf, oddalonej 3 km na płn.-zach. Wieś tamta od początku należała do pruskiej rodziny von Windekaim, następnie zwanej Perbandt, wywodzącej się z Quednau. Zamek Kremity, położony 5 km na północ od wsi był siedzibą komornictwa komturstwa królewieckiego. W 1391 podejmowano tu małżonkę wielkiego księcia litewskiego Witolda, w okresie jego przymierza z Zakonem. Ze sporego czteroskrzydłowego założenia z wieżami narożnymi ocalały tylko relikty murów.
Kościół parafialny (od 1525 ewangelicki) pw. NMP pochodził z lat około 1340–1370. Był budowlą ceglaną, gotycką. Był jednonawowy, z 4-przęsłową nawą i pięciobocznie zamkniętym, półtoraprzęsłowym prezbiterium, oszkarpowany. Od zachodu wznosiła się niska wieża. Wnętrze kryte było sklepieniem gwiaździstym. W zakrystii i kruchtach bocznych znajdowało się sklepienie krzyżowe. Wyposażenie wnętrza należało do najbardziej interesujących w regionie. Odkryto dwie warstwy malowideł ściennych, gotyckie z około 1400 i renesansowe z 2 poł. XVI w. Ołtarz główny był późnogotyckim pentaptykiem z około 1500, z rzeźbioną sceną Koronacji Marii i figurami świętych oraz z obrazami przedstawiającymi Pasję Chrystusa na skrzydłach. Zachowana była rzeźbiona Grupa Ukrzyżowania i 2 dalsze figury gotyckie. W prezbiterium stały rzeźbione manierystyczne stalle patronackie z pocz. XVII w., ambona była barokowa z 1694, ponadto wisiały portrety pastorów z XVII-XIX w. 26-głosowe organy o dobrym dźwięku zbudowała 1872 firma Rohn z Ornety. Ponadto znajdowały się tu epitafia, płyty nagrobne i tarcze herbowe z XVI–XVII w. Ruiny świątyni uległy ostatecznemu zniszczeniu około 1980 r., losy wyposażenia nie są znane, a z dawnej zabudowy wiejskiej zachowało się niewiele.